# Кам'янка (Новоукраїнський район)
Ка́м'янка — село в Україні, у Новомиргородській міській громаді Новоукраїнського району Кіровоградської області. Колишній центр Кам'янської сільської ради.
Населення становить 630 осіб.

## Географія
Село розташоване на річці Велика Вись, за 7 км від центру територіальної громади і залізничної станції. Відстань до Новомиргорода автошляхом Т 1201 становить близько 11 км. Площа села — 222,91 га.
Поблизу села на річці існує водосховище площею 221,8 га — місце відпочинку населення навколишніх сіл та Новомиргорода.
Неподалік Кам'янки розташований невеликий лісовий масив — Кам'янський ліс.

### Корисні копалини
Поблизу села знаходяться родовища лабрадоритів та каоліну, працює гранітний кар'єр.

## Археологічні розвідки
Поблизу села знайдено залишки трьох поселень черняхівської культури (II—VI ст. н. е.), а також скарб з 210 російських монет 1730–1790 років.

## Історія

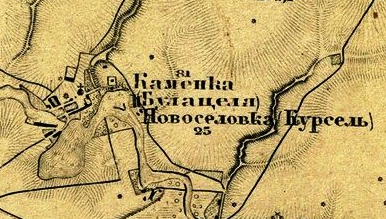
Кам'янка на військово-топографічній карті 1869 року

У другій половині XVIII століття на території сучасної Кам'янки втікачами з Полтавщини і козаками були засновані поселення Булацелеве, Новоселівка (нині — куток Виселки) та Панкратіївка. В середині XIX століття вони злилися в один населений пункт Кам'янка.
1859 року у власницькому селі Єлисаветградського повіту Херсонської губернії, мешкало 572 особи (282 чоловічої статі та 290 — жіночої), налічувалось 104 дворових господарства, існувала православна церква.
Станом на 1886 рік у колишньому власницькому селі Кам'янка (Булацеля), центрі Кам'янської волості, мешкало 456 осіб, налічувалось 82 дворових господарства, існували православна церква й цегельний завод.
За даними 1894 року у селі та економії громадянина Стенбок-Фермора Мартоноської волості мешкало 425 осіб (215 чоловічої статі та 210 — жіночої), налічувалось 101 дворове господарство, існували православна церква й винна лавка.
За переписом 1897 року кількість мешканців зросла до 555 осіб (276 чоловічої статі та 279 — жіночої), з яких 551 — православної віри.
У лютому 1918 року влада в селі перейшла до більшовиків.
Радянські війська вибили нацистів 17 жовтня 1943 року. На фронтах Другої світової війни воювали 282 мешканці Кам'янки. 180 з них загинули, 64 нагороджені орденами та медалями.
В 1949 році на Великій Висі поблизу села була збудована перша в районі гідроелектростанція. З 1965 року розпочалась забудова села згідно з генеральним планом.
В роки СРСР у Кам'янці містилась центральна садиба колгоспу імені Чапаєва, існували лазня та АЗС.

## Населення
Станом на 1869 рік, у Кам'янці налічувався 81 двір, у Новоселівці — 25.
У 1970 році населення Кам'янської сільської ради становило 1100 чоловік.
Згідно з переписом УРСР 1989 року чисельність наявного населення села становила 879 осіб, з яких 422 чоловіки та 457 жінок.
За переписом населення України 2001 року в селі мешкало 748 осіб.
Станом на 1 січня 2015 року, у Кам'янці мешкало 630 осіб.
Нині в селі проживає значна вірменська меншина.
| 1859 | 1886 | 1894 | 1897 | 1970 | 2001 | 2015 |
| ---- | ---- | ---- | ---- | ---- | ---- | ---- |
| 572  | 456  | 425  | 555  | 1100 | 748  | 630  |
|      | ▼    | ▼    | ▲    | ▲    | ▼    | ▼    |

### Мова
Розподіл населення за рідною мовою за даними перепису 2001 року:
| Мова       | Відсоток |
| ---------- | -------- |
| українська | 94,12 %  |
| російська  | 3,48 %   |
| молдовська | 1,20 %   |
| вірменська | 0,94 %   |
| гагаузька  | 0,13 %   |

## Інфраструктура
У селі розташовані 208 будинків, загальноосвітня школа I—II ступенів, дитячий садок, сільський будинок культури, бібліотека, ФАП, два магазини та бар.
Біля греблі колишньої ГЕС містяться електрична підстанція «ПС 35/610 Кам'янка» та Новомиргородська головна насосна станція.

### Сільське господарство
Основним сільськогосподарським підприємством на землях сільської ради є ПП "Агрофірма «Кам'янська». Функціонують також СФГ «Подурець Л. О.», «Подурець В. О.», «Подурець А. І.», «Авангард» та «Горизонт».

### Транспорт
За 2 км від села проходить міжрайонна автомобільна дорога Т 1201.
Регулярні перевезення здійснюють рейсові автобуси сполученням:
- Новомиргород—Кропивницький (по трасі, щоденно)
- Капітанівка—Кропивницький (по трасі, щоденно)

## Вулиці
У Кам'янці налічується 11 вулиць і 2 провулки. У рамках декомунізації в 2016 році деякі вулиці села було перейменовано:
| Назва              | Колишня назва     |
| Берегова вул.      | Гайдара вул.      |
| Жовтнева вул.      |                   |
| Зарічна вул.       | Чкалова вул.      |
| Перемоги вул.      |                   |
| Першотравнева вул. |                   |
| Польова вул.       | Будьонного вул.   |
| Польовий пров.     | Кутузова вул.     |
| Садова вул.        |                   |
| Садовий пров.      | Чапаєва пров.     |
| Степова вул.       | Комарова вул.     |
| Шкільна вул.       | Гагаріна вул.     |
| Шевченка вул.      |                   |
| Центральна вул.    | Карла Маркса вул. |

## Пам'ятники
| Назва                                                   | Розташування                              | Дата встановлення | Фото | Короткі відомості |
| Воїнам, загиблим в роки Другої Світової Війни, меморіал | по вул. Першотравневій, навпроти магазину |                   |      | У братській могилі поховано 27 солдат, що загинули під час німецько-радянської війни. |
| Радянських воїнів, братська могила                      | у сквері в центрі села                    |                   |      | Братська могила солдат, що загинули під час німецько-радянської війни. Кількість похованих невідома.                                                                                          |
| Воропаю Парфенію, могила                                | на цвинтарі в південній частині села      | 1915              |      | Пам'ятник встановлено на могилі Парфенія Йосиповича Воропая, який протягом 55 років працював в економії графа Івана Васильовича Стенбок-Фермора (нар. 7 вересня 1840 — пом. 29 березня 1915). |

## Відомі люди
- Баканова-Подурець А. Г. — поетеса
- Білий Є. Л. — ядерний фізик, доктор фізико-математичних наук
- Воропай Іван Михайлович (1924—1977) — скульптор, архітектор
- Жовна Ю. Ф. — народний самодіяльний артист

Про Кам'янку написане оповідання Євгена Поповкіна «Графська кухарка».